# 新潟県立加茂農林高等学校
新潟県立加茂農林高等学校（にいがたけんりつ かものうりんこうとうがっこう）は、新潟県加茂市に所在する県立農業高等学校である。
新潟県内の農業系高校の中では唯一スーパープロフェッショナルハイスクール（SPH）に指定されている。

## 概要
1901年に4年制農学校（高等小学校卒業者対象）として開校。早くから農専昇格構想を持っており、1941年の本館焼失、1943年の中等学校令による3年制への年限短縮などが重なり、同窓会の農専昇格運動が本格化した。太平洋戦争末期の1945年に農専昇格が実現する（新潟県立農林専門学校、現：新潟大学農学部）。戦前は静岡県の中泉農学校、愛知県の安城農林学校と共に三大農学校と呼ばれ、全国から生徒を集めていた。
この様な経緯から1960年代までは農業高校でありながら大学進学率の高い専門高校としての側面が強く、県央地域では三条高校と並んで4年制大学への進学率の高い高校の位置にあった。
また全県から生徒を募集出来る事もあって、遠方から下宿して通学する生徒も存在した。
県央地方はもとより県内では伝統校にあたる。
2006年度入学生からは入試時に「農業科」として一括くくり募集し、2年次から各専攻に移る新課程を新設した。
2018年現在は、新潟市内の新潟工業高校と共にスーパープロフェッショナルハイスクール（SPH）に指定されており、県内の農業系学科を有する高等学校の中ではこの制度に唯一指定されている。

### 校歌
作詞：土井晩翠・作曲：岡野貞一

## 沿革
- 1901年9月27日 - 新潟県より設立認可（高等小学校卒業者に対して修業年限3年、農科・林科を設置、初代校長 赤星朝暉）。
- 1903年5月11日 - 新潟県立農林学校として開校。程なく修業年限を4年に変更。
- 1906年3月8日 - 新潟県立加茂農林学校と改称。
- 1922年 - 県立農業補習学校教員養成所を併設。
- 1931年 - 農蚕科設置（1939年3月まで）。
- 1941年 - 農業土木科設置。
- 1941年11月 - 本館焼失。
- 1943年 - 中等学校令に基づき、農科を農業科・林科を林業科に改称し修業年限3年に変更。
- 1945年2月27日 - 旧制農専昇格により、農科・林科の生徒募集を一旦停止。
- 1946年 - 併設の新潟青年師範学校が新発田町に移転。
- 1947年 - 旧制県立農専の村松町への移転により、農科・林科の生徒募集を再開。
- 1948年 - 新潟県立加茂農林高等学校となり、各科を課程と改称。定時制開設、農業課程（昼間）・普通課程（夜間）設置。
- 1948年6月1日 - 定時制見附分校開校、農業課程（昼間）・普通課程（夜間）設置。
- 1955年 - 定時制圧瀬分校開校、農業課程（昼間）設置。
- 1957年 - 農村家庭課程設置。
- 1963年 - 各課程を科と改称、農村家庭課程を生活科へ変更、園芸科設置。
- 1964年 - 定時制見附分校普通科（全日制）を新潟県立見附高等学校へ移管。
- 1965年 - 川船農場設置。
- 1980年 - 定時制庄瀬分校閉校。
- 1981年 - 定時制農業科閉科。
- 1982年 - 定時制見附分校閉校。
- 1989年 - 農業科の一部を農業経済科に改組。
- 1993年 - 生活科の一部を生物工学科に改組。
- 1996年 - 農業科・園芸科・畜産科・生活科を生産技術科へ改組。
- 1998年 - 農業土木科・林業科を環境緑地科へ改組。
- 2002年10月26日 - 創立100年記念式典挙行、二世紀の杜竣工。
- 2006年 - 農業経済科を食品技術科に改組、入試時に農業科として一括募集開始。

## 部活動
- 野球部
- 男子バスケットボール部
- 女子バスケットボール部
- 男子バレーボール部
- 女子バレーボール部
- 卓球部
- 柔道部
- 陸上競技部
- スキー部
- 空手道部
- 山岳部
- サッカー部
- バドミントン部
- 剣道部
- テニス部
- ソフトテニス部
- ゴルフ部
- 生物部
- 写真部
- 美術部
- 書道部
- JRC部
- 囲碁・将棋部
- 茶道部
- 華道部
- 陶芸部
- 演劇部
- 吹奏楽部
- 社会同好会
- マンガ研究同好会

## 著名な出身者
- 上村清隆（現：湯沢町長）
- 北村一男（政治家・元：参議院議員・元：新潟県知事）
- 小林一三（元：新津市長）
- 捧賢一（株式会社コメリ創業者、現代表取締役会長）
- 田口直人（前：十日町市長）
- 萬歳章（現：JA新潟中央会会長）
- 藤田昌代（声優）
- 酒井高喜（柔道家）
- 松田弘俊（政治家・長岡市長、加茂農林学校卒）

## 交通・アクセス方法
- JR東日本（信越本線）加茂駅より北東へ徒歩約15分